# Sol över Chaggaland
Sol över Chaggaland är en  9-minuters kortfilm, framtagen 1955 av Kooperativa Förbundet. Filmen visar bilder från Chaggaland, dess folkliv och arbete bl.a. med kaffeskörd. Manuskript och speakerröst av  Olle Strandberg.
no:Chaga, en:Chaga, är ett område i Afrika som Strandberg beskrivit i sin reseskildring Jambo ! Filmens titel motsvaras av en kapitelrubrik i boken. Kapitlet beskriver i uppskattande ord ett initiativ med ett  "bondekooperativ" som effektivt höjer framtidsutsikterna för ett samhälle i ett u-land.